# Попинци

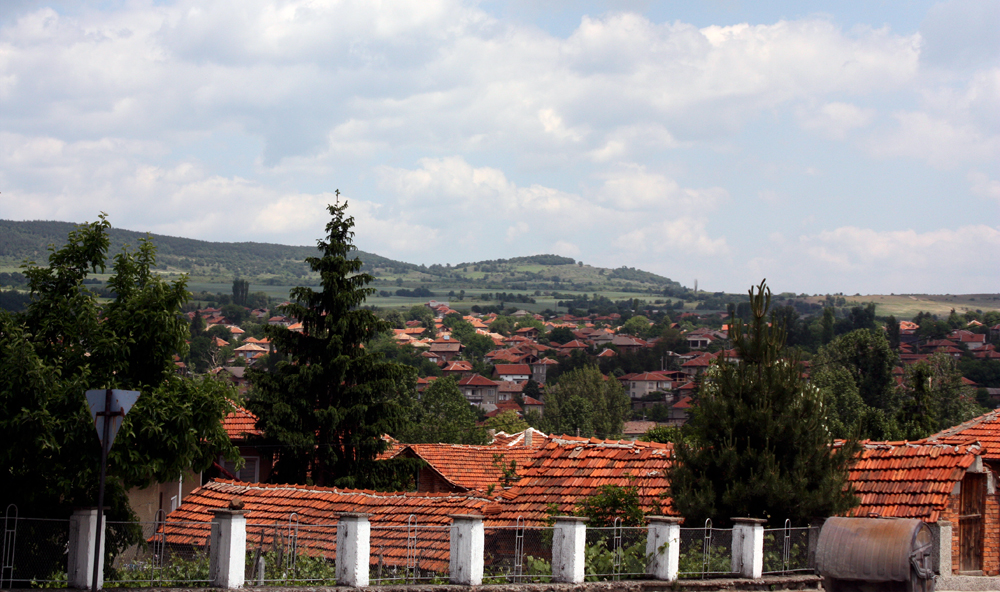
Вид на Попинци с шоссе Пазарджик-Панагюриште

По́пинци (болг. Попинци) — село в Болгарии. Находится в Пазарджикской области, входит в общину Панагюриште. Население составляет 2 013 человек.

## Политическая ситуация
В местном кметстве Попинци, в состав которого входит Попинци, должность кмета (старосты) исполняет Нона Георгиева Загорска (коалиция в составе 2 партий: Болгарская социалистическая партия (БСП), Объединённый блок труда (ОБТ)) по результатам выборов правления кметства.
Кмет (мэр) общины Панагюриште — Георги Илиев Гергинеков (коалиция в составе 2 партий: Болгарская социалистическая партия (БСП), Объединённый блок труда (ОБТ)) по результатам выборов в правление общины.